# Philips Ontspanningscentrum

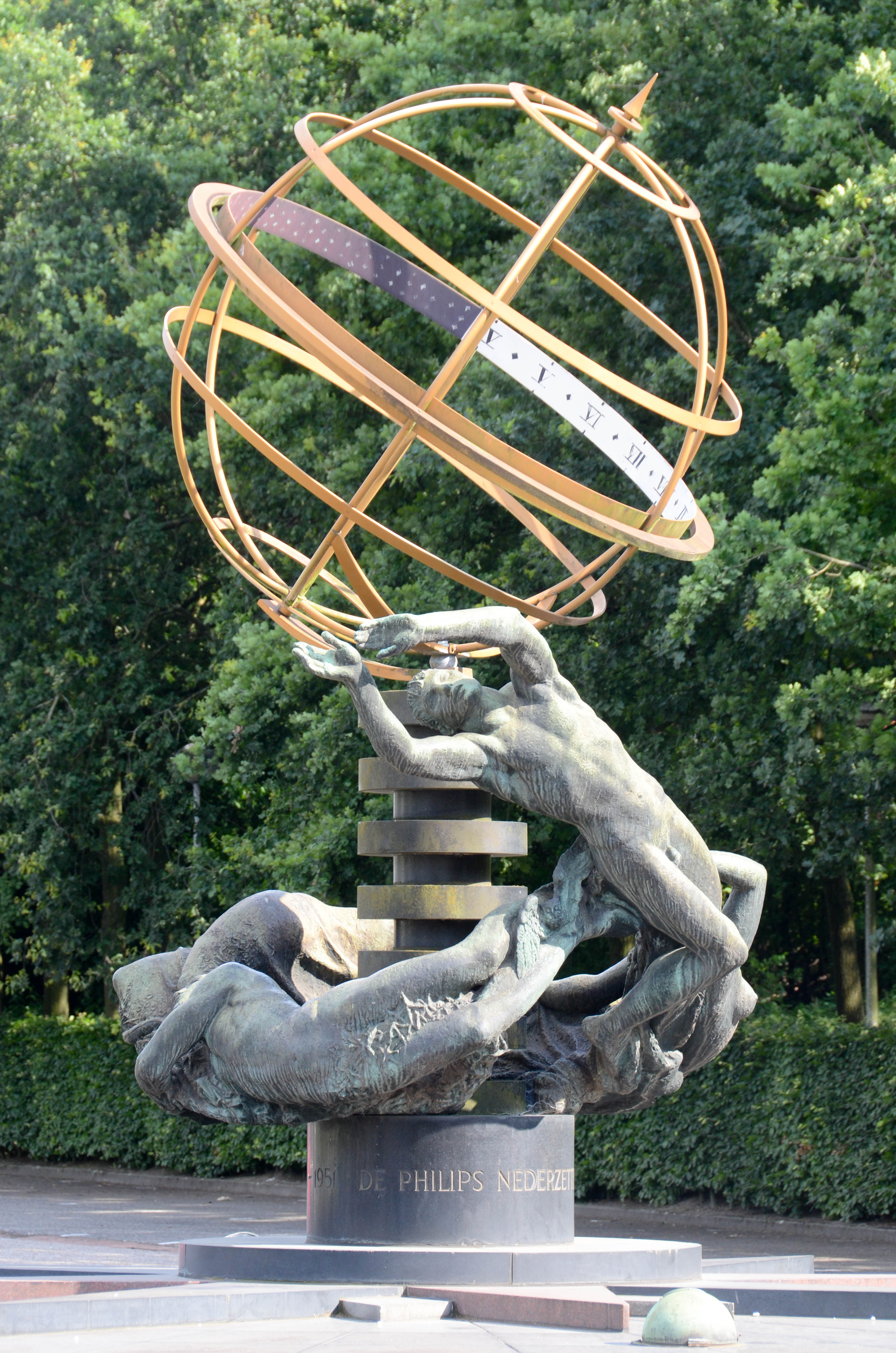
De zonnewijzer die voor het POC heeft gestaan.

Het Philips Ontspanningscentrum (POC) was een bouwwerk dat gelegen was nabij Philipsdorp te Eindhoven. Het was gelegen aan de Mathildelaan en de De Jonghlaan in het stadsdeel Strijp.

## Geschiedenis
In 1909 kocht Philips een stuk land van Hendrik van Tuyll van Serooskerken, die kasteelheer was van Geldrop. De bedoeling was om hier woningen op te bouwen. Dit was echter nog niet toegestaan omdat er pachtrecht op de grond was gevestigd. Daarom bleef de grond braak liggen en ging men deze maar voor ontspanningsdoeleinden gebruiken. Zo kwam in 1913 hier het Philips Sportpark van de grond en werd hier ook PSV Voetbal opgericht. Geleidelijk ontwikkelde zich hieruit het huidige Philips Stadion.
Het terrein ernaast kreeg eveneens een sociaal-culturele bestemming. Hier kwam in 1923 de Philips Kleuterschool, in 1926 de Philips Lagere School en in 1929 het Philips Ontspanningsgebouw, de voorloper van het POC. Hierin was ook de Philips bibliotheek gevestigd. In 1935 werd het Ontspanningsgebouw verbouwd tot Philips Schouwburg terwijl, na een volgende verbouwing in 1968 de naam Philips Ontspannings Centrum in zwang kwam. Het Philips Ontspanningsgebouw kwam mede voort uit de inspanningen van het in 1921 opgerichte Philips-de Jongh Ontspanningsfonds, dat de sociaal-culturele vorming van de werknemersgezinnen nastreefde.
Voor het gebouw werd in 1953 een zonnewijzer geplaatst, die in 1991 werd verplaatst naar een plek nabij het Evoluon.

## Jubileumhal
Tot het POC behoorde ook de Philips Jubileumhal. Deze hal werd gebouwd in 1951 voor een tentoonstelling ter gelegenheid van het 60-jarig bestaan van Philips. Later werd ze diverse malen verbouwd.
Deze hal kon voor uiteenlopende doeleinden worden gebruikt: als sporthal, voor de volkskerstsamenzang, voor schouwburg- en circusvoorstellingen, voor het kinderfestijn Philips Wonderland, voor bedrijfsbijeenkomsten en dergelijke.

## Heden
Na omstreeks 1975 heeft Philips zich verregaand uit sociaal-culturele activiteiten teruggetrokken. Deze zijn door andere instanties overgenomen. Vanaf 1994 werden de gebouwen van het POC allemaal gesloopt. Op de resterende open vlakte kwam een parkeerterrein ten behoeve van het nabijgelegen Philips Stadion. In 1996 werd op het terrein de Eurobuilding gebouwd, een kantoorcomplex dat verbonden was met het Philips Stadion. Deze werd in 2022 gesloopt en maakte plaats voor woontoren Eurostaete.